# Leopoldo III da Áustria
Leopoldo III da Áustria "O piedoso" (1073 — 15 de Novembro de 1136) Foi marquês da Áustria da Casa de Babenberg e é igualmente o Santo patrono deste pais. Foi o fundador da cidade de Viena de Áustria, tendo sido marquês da Áustria desde 1095, data da morte do seu pai.
Faleceu com 63 anos e encontra-se sepultado no Mosteiro de Neuburgo. Foi canonizado em 15 de Novembro de 1484.

## Relações familiares
Foi filho de Leopoldo II, marquês de Áustria "O belo" (1050 - 12 de outubro de 1095) e de Ida de Cham (c. 1060 - setembro de 1101), filha de Ratpoto IV de Cham (1034 - 15 de outubro de 1080). e de Matilde de Kastl. 
Casou por duas vezes, a primeira com Maria de Perg (? — 1105), uma senhora de Perg, filha de Adalberto de quem não houve descendência. Em 1106 casou com Inês da Alemanha também conhecida como Inês da Francônia (1073 — 24 de Setembro de 1143), filha de Henrique IV, Sacro Imperador Romano-Germânico, Imperador Romano-Germânico e de Berta de Saboia também conhecida como Berta de Maurienne de quem teve:
1. Henrique II de Áustria (1107 — 1177), marquês de Áustria e casado por duas vezes, a primeira em 1142 com Gertrudes da Alemanha e a segunda, em 1149 com Teodora Comnena (1130 - 1184), filha de Andrônico Comneno (1108 - 1142) e de Irene Aineidasa;
2. Leopoldo IV (1108 — 18 de Outubro 1141) casou em 1139 com Maria da Boémia;
3. Otão da Áustria (1109 — 1158), bispo de Frisinga;
4. Uta de Plain (1110 — 1154), casou com Luitpoldo de Plain;
5. Inês de Áustria (1111 — 1157), casou com Vladislau II da Polónia (Cracóvia, 1105 - Altemburgo 30 de maio de 1159) "O desterrado", duque da Silésia e da Polônia;
6. Judite (1115 — 1168) casou com Guilherme V de Montferrato marquês de Montferrat;
7. Isabel (? — 1143) casou com Hermano II de Winzenburg, conde de Winzenburg;
8. Conrado (1120 — 1168);
9. Gertrudes ( . 1120 — 1151), casou com Ladislau II de Boémia rei da Boémia;
10. Berta (? — 1120).